# Instituto San Vicente de Paúl
El jardín, escuela e instituto San Vicente de Paúl es un instituto católico privado fundado en 1952 por el monseñor Antonio Capdevilla en la ciudad de San Pedro Sula, en Honduras, cuyo patrón es San Vicente de Paúl.

## Historia
En 1952, el monseñor Antonio Capdevilla fundó el colegio San Vicente de Paúl exclusivo para mujeres, ya que no existía ninguna institución educativa católica en San Pedro Sula en ese entonces. El colegio ofrecía educación cristiana y clases como cualquier otro, posteriormente en 1956 se creó la escuela. La primera matrícula fue en el salón Parroquial junto a la Casa Cural, el colegio esperaba alrededor de 45 alumnas, sin embargo fueron 85. Las labores educativas se iniciaron en la antigua calle del centro de San Pedro Sula. El primer edificio contaba con las piezas necesarias para los primeros cursos de normal, bachillerato, comercio, secretariado comercial, más otras para la dirección, mecanografía, música y reuniones. Esperando un crecimiento, el colegio buscó otro local para el siguiente año. En 1954 se dejó el local de la calle del centro y se trasladó a la parte alta del edificio Golstein, en el pasaje José Cecilio del Valle, se matricularon 190 alumnas. De nuevo, la institución debía cambiar de local y establecerse, así se trasladaron al local que anteriormente era el Hotel Internacional, que sirvió como alojamiento para la institución por varios años. Este mismo año, en la zona residencial del Boulevard Morazán, se inauguró un internado con más de 20 señoritas, el proyecto fue un éxito. Para 1955 se matricularon 280 alumnas. Al finalizar el año se ocupó todo el edificio para albergar al creciente número de alumnas. Su nuevo edificio fue inaugurado en 1959. En 2004 las autoridades del instituto decidieron convertirlo en un instituto mixto, también se creó el jardín de niños. El colegio ofrece a sus estudiantes bachilleratos en ciencias y humanidades, informática y finanzas. En 2016, el director Melvin Lagos anunció que la escuela se volvería bilingüe y posteriormente toda la institución sería bilingüe. A partir de 2017 el jardín de niños se volvió bilingüe, y además se imparten cursos de inglés dentro de las instalaciones del instituto (que anteriormente se impartían en la parroquia San Vicente de Paúl). Además se realizaron grandes remodelaciones. Anualmente, los alumnos compiten en olimpiadas intercolegiales de matemáticas y español.
En la actualidad el nuevo director, Msc. Ing. Donald Velásquez ha realizado grandes cambios y remodelaciones a las infraestructuras del instituto para la mejora en la calidad de aprendizaje de los estudiantes con el objetivo de ofrecer las mejores oportunidades al sector estudiantil.